# Merliszki
Merliszki (biał. Мерлішкі; ros. Мерлишки) − chutor na Białorusi, w obwodzie grodzieńskim, w rejonie oszmiańskim, w sielsowiecie Kamienny Łoh.

## Historia
W czasach zaborów folwark szlachecki w gminie Polany, w powiecie oszmiańskim, w guberni wileńskiej Imperium Rosyjskiego. W 1866 roku liczył 17 mieszkańców w 2 domach. W 1905 roku wymieniono dwa folwarki. Folwark Mierły liczył 25 mieszkańców, 58 dziesięcin, folwark Muraszki liczył 7 mieszkańców, 23 dziesieciny.
W latach 1921–1945 okolica szlachecka leżała w Polsce, w województwie wileńskim, w powiecie oszmiańskim, w gminie Polany.
W 1931 wieś w 4 domach zamieszkiwało 25 osób.
Wierni należeli do parafii rzymskokatolickiej w Murowanej Oszmiance. Miejscowość podlegała pod Sąd Grodzki w Oszmianie i Okręgowy w Wilnie; właściwy urząd pocztowy mieścił się w Murowanej Oszmiance.
Po II wojnie światowej w granicach Związku Sowieckiego. Od 1991 w niepodległej Białorusi.